# سابیر
شرکت ساختمان سد و تأسیسات آبیاری سابیر در سال ۱۳۴۵ توسط وزارت نیرو تأسیس شده و در سال ۱۳۸۳، شرکت سابیر از فهرست شرکت‌های دولتی خارج و اکثریت سهام آن به شرکت سرمایه‌گذاری تأمین اجتماعی (شستا) واگذار گردید.

## پروژه‌های انجام شده

### سدهای خاکی
- احداث سد پانزده خرداد (۹۷ متر ارتفاع و۳۲۰ متر طول تاج)
- احداث سد پیشین (۶۳ متر ارتفاع و ۴۰۰ متر طول تاج)
- احداث سد تبارک آباد (۷۴ متر ارتفاع و ۲۵۰ متر طول تاج)
- احداث سد شهید یعقوبی (۶۱ متر ارتفاع و ۸۸۷ متر طول تاج)
- احداث سد شاه قاسم (۴۷ متر ارتفاع و ۲۲۰ متر طول تاج)
- احداث سد البرز (۸۰ متر ارتفاع و ۸۳۸ متر طول تاج)
- احداث سد ماملو (۸۹ متر ارتفاع و ۸۰۷ متر طول تاج)
- احداث سد گرمی چای (ارتفاع ۷۸ متر و طول تاج ۷۳۰ متر)

### سدهای بتنی
- احداث سد و بتنی و دو قوسی کارون ۳، دومین سد بتنی ساخته شده کشور از نظر ارتفاع(۲۰۵ متر ارتفاع و ۴۶۲ متر طول تاج)[۱]
- احداث سد بتنی دو قوسی کارده (۷۰ متر ارتفاع و ۱۴۴ متر طول تاج)
- احداث سد بتنی دو قوسی طرق (۸۱ متر ارتفاع و ۳۲۲ متر طول تاج)
- احداث سد بتنی دو قوسی ساوه (۱۲۸ متر ارتفاع و ۲۶۵ متر طول تاج)
- طراحی و احداث سد بتنی دو قوسی کوثر (۱۴۴ متر ارتفاع و ۱۹۰ متر طول تاج)
- مشارکت در احداث سد بتنی دو قوسی شهید عباسپور کارون ۱ (۲۰۰ متر ارتفاع و ۳۸۰ متر طول تاج)

### سدهای انحرافی
- احداث سد تنظیمی-انحرافی قیز قلعه سی (ارتفاع ۳۷ متر و طول تاج ۸۳۴ متر)

### تونل انتقال آب
- تونل انحراف قمرود
- تونل انحراف آب سد شهید رجایی
- تونل انحراف آب سد سیوند
- تونل انحراف آب سد کارون ۳
- مجموعه تونل‌های نیروگاه و بدنه سد کارون ۳ به طول ۲۲ کیلومتر
- تونل انحراف آب سد گلورد نکا
- تونل nalagmdr در کشور هندوستان
- طراحی و اجرای تونل ولینگودا در کشور هندوستان
- تونل تخلیه عمقی سد گلپایگان
- تونل چم شیر 2

### شبکه‌های آبیاری
- کانال بتنی نجف آباد اصفهان
- شبکه آبیاری – زهکشی شاوو خوزستان
- تلمبه خانه و کانال‌سازی و خط لوله آبیاری دشت قزوین
- قطعه ۵ آبیاری دشت مغان
- طرح آبیاری دشت ناز
- طرح ۱۲۹ *احداث کانال‌های آبیاری سد طالقان
- احداث کانال‌های آبیاری و زهکشی قطعه ۷ گیلان
- کانال‌های درجه ۱ و ۲ سد درودزن
- ادامه کانال‌های سمت چپ و راست سد درودزن
- کانال‌های درجه ۳ و ۴ سد درودزن
- خط لوله سد انحرافی طرق
- کانال‌های آبیاری – زهکشی ساحل چپ سد نکوآباد اصفهان
- طراحی واجرای کانال‌های اصلی سمت چپ اندیراساکار و مخزن متعادل‌کننده هندوستان
- احداث تونل و کانال آبرسانی در حلب سوریه
- احداث کانال انتقال آب خداآفرین(به طول ۱۵٫۷ کیلومتر)

## پروژه‌های در دست اجرا
- احداث خط۲ قطار شهری کرج وحومه به طول ۲۷ کیلومتر تونل و ۲۲ ایستگاه
- احداث و طراحی سد بتنی وزنی Rcc چم شیر (۱۵۵ متر ارتفاع و ۵۸۰ متر طول تا
- احداث تصفیه خانه ششم تهران (با ظرفیت ۱۵ متر مکعب
- احداث دریاچه مصنوعی چیتگر
- احداث سد بتنی دو قوسی کوهرنگ ۳ (ارتفاع ۱۳۵ متر و طول تاج ۲۳۵ متر)
- احداث سد خاکی گرمی چای (ارتفاع ۷۸ متر و طول تاج ۷۳۰ متر)
- احداث سد خاکی البرز(ارتفاع ۷۸ متر و طول تاج ۸۳۸ متر)
- احداث مخزن بتنی نیروگاه شهید منتظری اصفهان (به ظرفیت ۹۰ هزار متر مکعب)
- احداث نیروگاه سد گتوند علیا (به ظرفیت ۱۰۰۰ مگاوات)
- احداث کانال انتقال آب خداآفرین(به طول ۱۵٫۷ کیلومتر)
- احداث سد تنظیمی-انحرافی قیز قلعه سی (ارتفاع ۳۷ متر و طول تاج ۸۳۴ متر)

## پروژه‌های خارج از کشور
- پروژه راه و تونل بلند انزاب (استقلال) در کشور تاجیکستان
- پروژه راه شاقون زیقر در کشور تاجیکستان
- عملیات ژئوتکنیک سد و نیروگاه سنگ توده ۲ (تاجیکستان)
- طراحی واجرای کانال‌های اصلی سمت چپ اندیراساکار و مخزن متعادل‌کننده هندوستان
- احداث تونل و کانال آبرسانی در حلب سوریه
- چاه پاندول سد اِرمنیک (ترکیه)
- احداث قسمت‌هایی از سد راغون کشور تاجیکستان (بلندترین سد جهان)